# 內格雷什蒂瓦什
47°52′10″N 23°25′27″E / 47.86944°N 23.42417°E
內格雷什蒂瓦什（羅馬尼亞語：Negrești-Oaș）是羅馬尼亞的城鎮，位於該國西北部，由薩圖馬雷縣負責管轄，面積130平方公里，海拔高度223米，2011年人口11,867，人口密度每平方公里91人。